# Neottia japonica
Neottia japonica là một loài thực vật có hoa trong họ Lan. Loài này được (Blume) Szlach. mô tả khoa học đầu tiên năm 1995.